# Belgweiler
Belgweiler település Németországban, Rajna-vidék-Pfalz tartományban. Lakosainak száma 193 fő (2023. december 31.). Belgweiler Ravengiersburg és Sargenroth községekkel határos.

## Népesség
A település népességének változása:
| Lakosok száma | 222  | 210  | 198  | 202  | 185  | 193  |
|               | 1975 | 2017 | 2019 | 2021 | 2022 | 2023 |